# Biflustra denticulata
Biflustra denticulata är en mossdjursart som först beskrevs av Busk 1856.  Biflustra denticulata ingår i släktet Biflustra och familjen Membraniporidae.
Artens utbredningsområde är Mexikanska golfen. Inga underarter finns listade i Catalogue of Life.